# The Teardrop Explodes

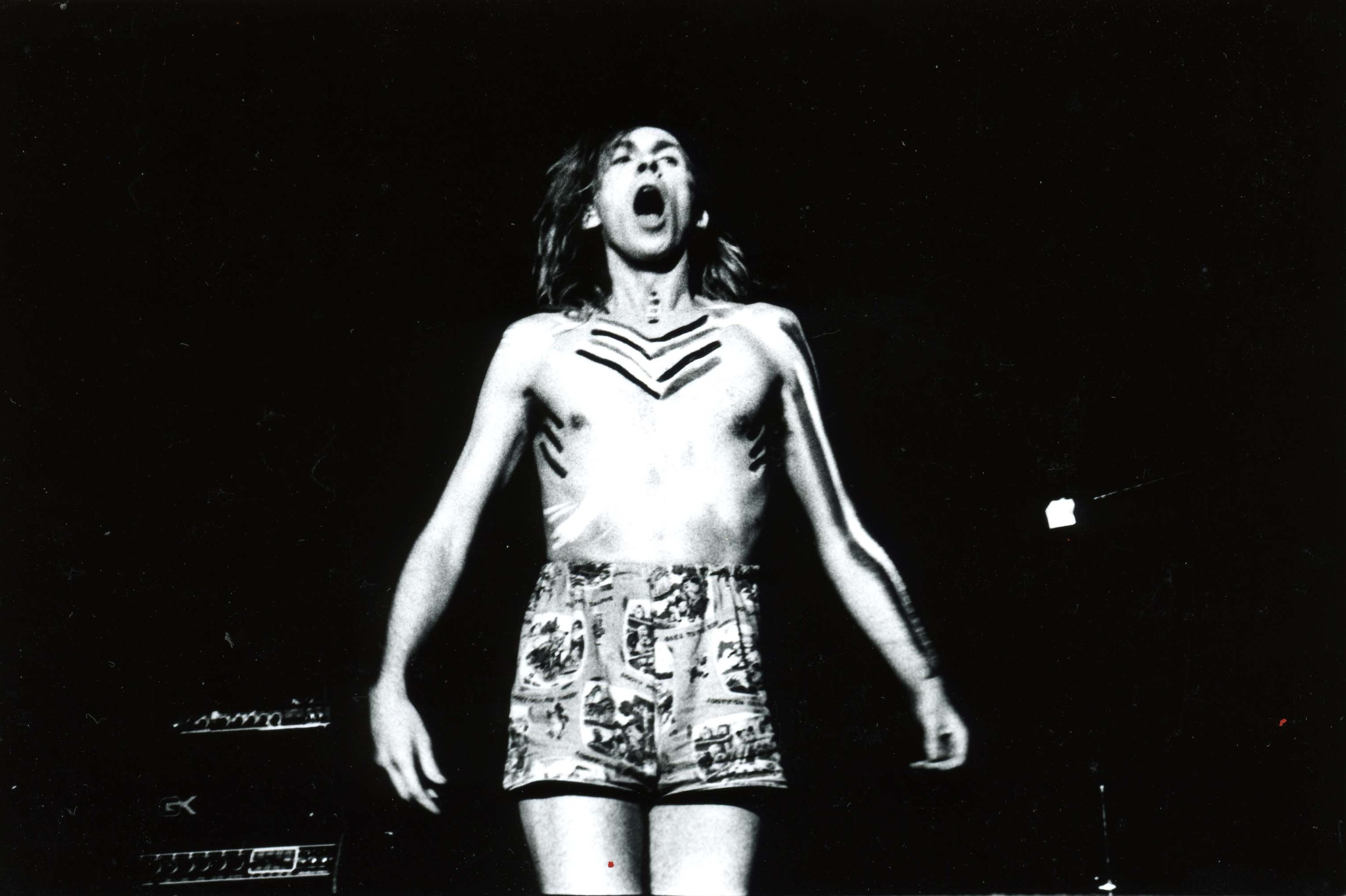
The Teardrop Explodes: Julian Cope (1991)

The Teardrop Explodes war eine britische Rockband aus Liverpool, die von 1978 bis 1982 existierte. Sie war einer der bekannteren Vertreter der Neo-Psychedelia-Bewegung. Das Gesicht der Band war Sänger und Bassist Julian Cope, der zuvor mit Pete Wylie (Wah! Heat) und Ian McCulloch (Echo and the Bunnymen) in der Gruppe Crucial Three gespielt hatte und nach Auflösung von The Teardrop Explodes weitere Erfolge als Solokünstler feierte.

## Bandgeschichte

### Anfänge beim Indie-Label
Julian Cope (* 21. Oktober 1957, Deri, Mid Glamorgan, Wales) gründete die Band im Herbst 1978 gemeinsam mit Keyboarder Paul Simpson, mit dem er in einer Band namens A Shallow Madness zusammenspielte, und Gitarrist Mick Finkler. Zu ihnen gesellte sich bald Schlagzeuger Gary Dwyer. Ihren neuen Namen entnahmen sie einer Textblase in einem Daredevil-Comic von Marvel.
Bill Drummond wurde ihr Manager, und sie erhielten einen Plattenvertrag beim von Drummond und David Balfe (dem ehemaligen Keyboarder von Big In Japan und Lori & the Chameleons) gegründeten Indie-Label Zoo.
Ihre erste Single Sleeping Gas wurde im Februar 1979 veröffentlicht; Simpson verließ danach die Band und wurde zunächst durch Gerard Quinn (der auf der zweiten Single, Bouncing Babies, spielt) und dann durch Balfe ersetzt. Die Band gewann durch zahlreiche Konzerte in Liverpool und Umgebung eine ansehnliche Fangemeinde. Nach der dritten Single, Treason (It’s Just a Story), buhlten die Major Labels um sie, und The Teardrop Explodes unterschrieben bei Mercury Records.

### Erfolge beim Major Label
Für Mercury nahmen sie Mitte 1980 die LP Kilimanjaro auf. Während der Studioarbeit wurde Finkler durch Alan Gill (vormals bei Dalek I Love You) ersetzt. Die erste Single vom Album war When I Dream – der Song stieg am 27. September 1980 in die britischen Charts ein und kletterte bis auf Platz 47. Im Zuge dessen erschien die LP im Oktober und hielt ebenfalls sofort Einzug in die Album-Charts.
1981 erreichte die Band den Zenit ihrer Popularität. Ende Januar wurde die Single Reward veröffentlicht, auf der Ray Martinez die Trompete spielte und die mit Platz 6 ihr größter Hit wurde. Im April folgte ein weiterer Top-Twenty-Hit, eine Neuaufnahme von Treason (It’s Just a Story). Die Erfolge der Singles belebten auch die Chartskarriere der LP, Kilimanjaro stieg bis auf Platz 24 und blieb 35 Wochen in der Hitliste.
1981 war aber auch das Jahr des wechselnden Line-Ups: Alfie Algius wurde neuer Bassist, Jeff Hammer kam für Balfe an den Keyboards und Troy Tate (später in der Band Fashion) ersetzte Alan Gill an der Gitarre.
Poppies in the Field, eine weitere Single-Auskopplung aus dem ersten Album, floppte Mitte 1981, aber zu dieser Zeit war die Band schon wieder im Aufnahmestudio; die Erwartungen an die zweite LP waren hoch. Die im September vorab veröffentlichte Single Passionate Friend machte weitere Hoffnung, blieb jedoch in den Charts unterhalb der Top Twenty stecken. Im November folgte die LP Wilder. Doch auch sie blieb hinter den Erwartungen zurück und kam in sechs Wochen in den Charts nur bis auf Platz 29. Zwei weitere Single-Auskopplungen schafften gerade mal die Top 50.

### Das Ende der Band
Ende 1982 ging die Band wieder ins Studio – sie bestand nunmehr aus Cope, Dwyer und dem zurückgekehrten Balfe; als Sessionmusiker spielte Ron Francois den Bass. Doch nun gab es die so oft zitierten „musikalischen Differenzen“: Cope wollte Balladen und anspruchsvolle Popsongs spielen, Balfe war mehr an Dancemusic auf Synthesizer-Basis interessiert. Anfang 1983 löste Cope die Band endgültig auf, obwohl die Aufnahmen noch nicht abgeschlossen waren. Die Sessions bildeten teilweise im Februar 1984 die Grundlage für Copes erstes Soloalbum World Shut Your Mouth; zum anderen tauchten sie 1990 auf dem Album Everybody Wants to Shag the Teardrop Explodes wieder auf.
Cope hat als Solokünstler von 1984 bis 1996 regelmäßig Singles und Alben in die britischen Charts gebracht und hat sich als Autor von Sachbüchern über Musik und über prähistorische Monumente einen Namen gemacht. Dwyer spielte zunächst in Copes Band.
Balfe ging in die Filmproduktion und leitete Ende der 1980er Jahre Food Records (Jesus Jones, Blur).

## Trivia
Die Single Bouncing Babies inspirierte nach den Erfolgen 1981 den Kopf der Band „The Freshies“, Chris Sievey, zu seinem Song I Can’t Get ‚Bouncing Babies‘ by the Teardrop Explodes. Das als Single bei Razz/MCA Records veröffentlichte Lied thematisiert die Schwierigkeiten, die Schallplattensammler 1981 hatten, die älteren Singles der Teardrop Explodes auf Zoo Records in ihre Sammlung zu kriegen.

## Diskografie
Studioalben
- 1980: Kilimanjaro
- 1981: Wilder
- 1990: Everybody Wants to Shag... The Teardrop Explodes (aufgenommen 1980–1982)

Live-Alben
- 2007: Peel Sessions Plus (Peel Sessions)

Kompilationen
- 1990: Piano (Kompilation der Songs auf Zoo Records)
- 1992: Floored Genius: The Best of Julian Cope and The Teardrop Explodes 1981–1991 (Kompilation mit sechs TTE-Titeln)
- 2001: The Greatest Hit
- 2002: The Collection
- 2004: Zoology (Kompilation von Demos und unveröffentlichten Aufnahmen)
- 2019: Cope’s Notes #1: The Teardrop Explodes (1978-82)
- 2021: Cold War Psychedelia (Demoaufnahmen 1982)
- 2023: Culture Bunker 1978-82 (6 CD/7 LP-Boxset)

Singles
- 1979: Sleeping Gas
- 1979: Bouncing Babies
- 1980: Treason (It’s Just a Story) (Zoo)
- 1980: When I Dream
- 1981: Reward
- 1981: Treason (It’s Just a Story) (Mercury)
- 1981: Poppies in the Field
- 1981: Passionate Friend
- 1981: Colours Fly Away
- 1982: Tiny Children
- 1983: You Disappear from View